# István király (opera)
Az István király Erkel Ferenc öt-, illetve négyfelvonásos operája. Szövegkönyvét Váradi Antal írta Dobsa Lajos Első István király című tragédiája alapján. Ősbemutatója 1885. március 14-én volt a budapesti Operaházban.

## Az opera keletkezése
Az operát eredetileg a Magyar Királyi Operaház megnyitására rendelték az akkor már idős Erkeltől, de valószínűsíthetően a szövegkönyvön végzett igen gondos utómunkálatok és az átlagosnál reprezentatívabb kiállítás kivitelezése okán a darab csak egy fél évvel később került bemutatásra.
Az István király librettóját Váradi Antal írta Dobsa Lajos jogász, színész, drámaíró Első István király című drámája alapján. A zenei élet Somfai László tanulmánya nyomán – amely az ún. „Erkel zeneszerzői műhelyről” íródott – elkönyvelte ezt a dalművet egy olyan alkotásnak, amely nem Erkel Ferenc, hanem nagyobbrészt legnagyobb fia, Erkel Gyula műve, hiszen a partitúra teljes egészében az ő keze vonásával íródott. Ezt a feltételezést megerősítette a partitúra és az Erkel Ferenc által írt vázlatkönyv közti számos különbség is. Emiatt az operát – anélkül, hogy azt bárki hallhatta volna – „meglehetősen egyenetlenre sikerült, részletekből összeállított darab”-nak aposztrofálták, „kiváló és unalmas zenei részletekkel”. Nem is tekintették tisztán Erkel Ferenc-operának, társszerzős darabként könyvelték el. Az újabb hangfelvételek és előadások mást mutatnak. Az első CD-felvétel karmestere, Mossóczy Vilmos megállapítása szerint a vázlatkönyv és a partitúra közti különbségek felszínesek, nem koncepcionális jellegűek. Az újkori előadásokon – még a rövidítetteken is – kitűnt, hogy az opera a Bánkra és a Hunyadira jellemző kvalitást testesít meg, a teljes előadások pedig bemutatták, hogy arányainak mesteri volta és szövegkönyvének költőisége bizonyos tekintetben föléjük is emeli.

## Szereplők
| Szereplő                                   | Hangfekvés              |
| ------------------------------------------ | ----------------------- |
| István, magyarok királya                   | bariton                 |
| Gizella, neje, királyné                    | mezzoszoprán            |
| Imre herceg, fiuk                          | tenor                   |
| Péter, a velencei herceg fia, István öccse | bariton                 |
| Vazul, Árpád-házi herceg                   | bariton                 |
| Sebős, Buda fia, udvarnok                  | tenor                   |
| Crescimira, a horvát király leánya         | szoprán                 |
| Jóva, Gizella hölgyeiből                   | alt                     |
| Zolna, leánya                              | szoprán                 |
| Csanád, vezér                              | bariton                 |
| Barang, táltos                             | basszus                 |
| Gellért, püspök, Imre nevelője             | basszus                 |
| Asztrik, püspök                            | bariton                 |
| Endre, Béla, Levente, Árpád-házi hercegek  | tenor, bariton, basszus |
| Hunt, Pázmán, Vencelin, német lovagok      | tenor, bariton, basszus |

## Cselekménye
- Helyszín: Visegrád
- Idő: István király uralkodásának utolsó évei (1030–38 körül)

### Első felvonás
Az első felvonás országgyűlési jelenettel kezdődik. A délről fenyegető háborús veszélyt és a trónutódlás kérdését úgy oldaná meg a király, hogy fia nőül venné Crescimirát, a horvát fejedelem leányát. Imre fejet hajt apja akarata előtt. A tervet a gyűlés egyöntetű tetszéssel fogadja, István el is küldi unokaöccsét, Orseolo Pétert a menyasszonyért. A kétségbeesett Imre egyedül marad Gellért püspökkel, de Gizella érkezik udvarhölgyeivel, akik örvendeznek a házasság hírén. A herceg, miután a hölgyek távoznak, édesanyjának és Gellértnek megvallja, hogy titkon a Boldogasszony jegyese lett. Szüzességi fogadalmat tett, amiről nem beszélhet senkinek. Gellért tanácsa szerint apja akaratának is engedelmeskednie kell, és fogadalmát is meg kell tartania. Belép Sebős, Imre fegyvernöke, hogy ura eljegyzéséhez gratuláljon, de Jóva, Gizella egyik udvarhölgye zavarja meg, aki feldúltan panaszolja a királynénak, hogy lányát, Zolnát elrabolták. A tettest felismeri Sebősben, akiről a szóváltás során kiderül, hogy nem csak leányrabló, hanem bálványimádó pogány is. Gizella udvarhölgyéül fogadja Zolnát, Imre viszont száműzi Sebőst az udvarból, amíg meg nem bánja tettét és meg nem tér. Sebőst az őrök elhurcolják, bosszút esküszik. Tömegjelenet következik, mindenki ünnepel, kivéve magát Imrét.

### Második felvonás
A második felvonás a folyóparton, virradat előtt kezdődik. Sebős egyedül átkozódik és kesereg sorsán, elveszítette kedvesét, kegyvesztett lett. Zolna érkezik anyja kíséretében, a két fiatal szenvedélyes jelenetben vallja meg szerelmét. Az anya hajlana is lánya könyörgésére, de intő jelként megszólal a hajnali harang. Mindketten kérlelik Sebőst, térjen meg, de mindhiába. Sebős egyedül marad. Átkozódását Vazul érkezése szakítja meg. Sebős meglátja bosszújának eszközét István mindeddig lojális rokonában, akiben, pogány hitét felhasználva, sikerrel szítja fel a hatalomvágy tüzét. Időközben felvirradt az esküvő napja, Kikiáltó érkezik, aki tudatja a néppel, hogy István mindenkit meghív fia nászünnepére. A király és fia vonul be, Péter és Crescimira hajókon érkeznek. A násznép a templomba vonul. A kint maradó Pétert, aki beleszeretett Imre menyasszonyába, Sebős szólítja meg. A két intrikus egymásra talál: Péter Crescimirát és a trónt egyaránt meg akarja szerezni, Sebőst a kereszténység és az Árpádok elleni bosszúvágy fűti. A templomból kijön a násznép, Crescimira hitvallást tesz arról, hogy új hazájának hű lánya lesz.

### Harmadik felvonás
A harmadik felvonás a nászi szobában játszódik. A násznép kórusa gyönyörű énekben búcsúzik az ifjú házaspártól. Crescimira áriában vall szerelmet Imrének, aki viszont közli, hogy nem lehet az övé. Mivel titoktartási fogadalmát nem törheti meg, Crescimirából a sértettség és a féltékenység vulkánként tör fel. Kettősüket Imre távozása után Crescimira második áriája követi, amely az izzó bosszúvágytól a mély kétségbeesésig híven festi az ifjú feleség lelkiállapotát. Zolna érkezik, s látva Crescimira zaklatottságát, egy rejtekajtón beereszti Pétert. A cselszövő még jobban feltüzeli Crescimirát, mondván, férje megveti őt, és másé a szíve. Arra biztatja, hogy ölje meg Imrét, egy üvegcse mérget is ad neki. Kívülről fegyveresek lármája hallatszik, a pogányok ellen készülődnek. Crescimira feldúltan elrohan. A rejtekajtón Sebős érkezik, aki Istvánnak elárulta, hogy Vazul – akit erre éppen ő, Sebős, biztatott fel – a pogányok élén a király ellen vonul. Sebős távozik a rejtekajtón. Crescimira tér vissza, zavartan, tétovázva. Péter mohón érdeklődik, mi történt. Amikor Crescimira megvallja szörnyű tettét, Péter diadalittasan árulja el, hogy tudott Imre Szűzanyának tett esküjéről, amit Sebős árult el neki. Crescimira megőrül. A fegyveresek zaja zárja a felvonást.

### Negyedik felvonás, első kép
A felvonás Zolna áriájával kezdődik, aki elhagyta anyját és elárulta hitét kedveséért, akivel hajnal előtt az erdőben itt, a pogány oltárnál kell találkoznia. Kisvártatva pogány had érkezik Vazul herceg és Barang sámán vezetésével, hogy istenüknek, Hadúrnak áldozatot mutassanak be. A szertartást a királynak és kíséretének érkezése szakítja félbe. A szenvedélyes jelenet majdnem csatába torkollik, amit István akaszt meg. Leteszi fegyverét, imádkozik, majd Hadúr áldozati máglyájához lép, és keresztjének érintésével eloltja azt. Hadúr tüze a tévtan szerint mindent elemészt, és mindenkit, aki Hadúr ellen tör, lesújt pusztító villáma. Semmi ilyesmi nem történik, sőt, a hatalmas máglya pillanat alatt elalszik. A pogányok hite ettől alapjaiban rendül meg. István hadinépe a megdöbbent pogányokra törne, de a király visszainti őket, és közkegyelmet hirdet. A pogányok Vazullal együtt megtérnek, együtt éneklik István népével a kereszt himnuszát.

### Negyedik felvonás, második kép
A királyi palotában Gizella imádkozik. A diadalmas király bevonul, sikerült a nemzet egységét vérontás nélkül helyreállítania. Ekkor Jóva lép be, aki Imre halálát tudatja. A másik oldalról Crescimira jön tébolyultan, férjéről vizionál. István a haza sorsán aggódik, Vazult jelölné trónutódul, de ekkor Csanád vezér érkezik a hírrel, hogy a megtért Vazult, amikor a királyhoz igyekezett a békét szilárdítani, Péter orgyilkosai megölték. István elbocsátja az udvart a három herceg, Endre Béla és Levente kivételével. Kéri őket, hogy mivel ő már nem tudja őket megvédeni, vonuljanak száműzetésbe, amíg a gonosztevőkön Isten bosszút áll. Külső kar panaszolja Imre halálát. István Istentől kér vigasztalást. Sebős lopakodik be, meg akarja ölni a királyt. István ellenségeiért imádkozik. Sebős ezt hallva rádöbben tetteinek következményére, összeomlik, halálért könyörög a királytól. István megbocsát neki, de száműzi, mert orgyilkos nem lehet magyar. Az összetört Sebős szájából hangzik el először az opera folyamán a szó: Szent István király. István kéri Istent, mutassa meg a jövőt, hogy szenvedései nem voltak-e hiábavalóak. Közzenék kíséretével három nagy vízió bontakozik ki a színpadon. Az első kép István utódainak sorsát, a második a királyság útját mutatja be: Péter bukását, majd Mátyás dicsőségét. A harmadik vízió a nemzet jövőjét tárta volna fel. Erkel 1848-at tervezte megidézni, de a cenzúra csak magyar nemesség Mária Teréziának tett felajánlását engedélyezte. Az opera apoteózissal zárul: Ó légy népünk őre mindenképen, Szent István király ott fenn az égben!

## A mű színpadra állítása, utóélete
Az operát eredetileg az Operaház megnyitására rendelték az idős mestertől, de a darab sokat késett. Ezért az Operaházat a Bánk bán első felvonásának, a Hunyadi László nyitányának és a Lohengrin első felvonásának előadásával nyitották meg, Erkel vezényelt.
Az István király premierje végül 1885. március 14-én volt az Operaházban, a főbb szerepeket Odry Lehel, Risley Léila, Pauli Richárd, Bignio Lajos és Talián János énekelték, Erkel Sándor vezényelt. A fogadtatás elsöprő közönségsikert aratott, amely még a Bánk bánét is felülmúlta. Az Erkellel szemben egyáltalán nem barátságos kritika is kénytelen volt udvariasan fogadni a darabot, elítélő írás nem is jelent meg, legfeljebb a szöveget kifogásolták, az operát pedig hosszúnak ítélték. Az István király bemutatójának időtartama ugyanis körülbelül négy óra volt, ami, amint az újabb előadások mutatják, szünetekkel együtt értendő, a tiszta játékidő legfeljebb két és háromnegyed óra. Ezzel együtt az operát a bemutató évében összesen tizenháromszor adták, amire a magyar operatörténetben alig van példa.
Az operát Erkel halála után három évvel, 1896-ban, a millenniumi ünnepségek keretében felújították, amikor is Erkel Gyula a mű még reprezentatívabbá tétele érdekében 13 új betétet illesztett a műbe. Ezt követően 1930-ban, a Szent Imre-évben vették elő ismét, amikor a művet barbár módon felére húzták, teljesen indokolatlanul. Ezen az előadáson Szende Ferenc, Bodó Erzsi, Svéd Sándor, Maleczky Oszkár, Ney Dávid, Székely Mihály, Kálmán Oszkár és Losonczy György énekeltek. Az operát ezután évtizedekig alig adták elő. Az Operaházban legközelebb 1993-ban, Erkel halálának 100. évfordulóján játszották, de a darabot jelentősen átdolgozták (Dalos László szöveg, Németh Amadé zene és Ruitner Sándor dramaturgia). A művet kétfelvonásossá alakították, ismétlődéseket elhagytak, bizonyos jeleneteket jobban kiemeltek, másokat megrövidítettek, megerősítették az általuk lényegesnek tartott finálékat, míg némelyiket alaposan meghúztak, temetési jelenetet és nyitányt írtak az operához, az eredeti zenei anyagnak viszont igen jelentős részét kihúzták. Ezt az István királyt a rádióban mutatták be, s a darabból egy még inkább meghúzott zenéjű tv-felvétel is készült, amit az MTV 1 adott le. Az alkotóknak nem operafilm készítése volt a célja, hanem egy játékfilmet forgattak, Erkel zenéjét is ennek az elképzelésnek rendelték alá. Ezt a változatot később CD-re is rögzítették egy bank támogatásával, de a felvétel nem került kereskedelmi forgalomba.
1996. május 30-án – ottani ősbemutatóként – a Kolozsvári Magyar Opera is bemutatta Hary Béla vezényletével. Ekkor derült ki, hogy a darabnak nem volt még nyomtatott kiadása, ezért nehéz volt eldönteni, hogy a kéziratos változatok közül melyiket is tekintsék autentikusnak. A kottát Hary Béla rekonstruálta, ez a változat is kétfelvonásos volt, és minden hangja Erkeltől származott, de az eredeti zenének nagyjából a felét tartalmazta csak. Az eredeti szövegen is csak a húzások miatt módosítottak. Az operának ezt a változatát 2000 nyarán Gyulán is előadták, majd októberben Kolozsvárott CD-felvétel is készült belőle. A felvételen Molnár János, B. Vass Éva, Kiss Domonkos, Szilágyi János, Bancsov Károly, Szabó Péter, Ardó Mária, Mányoki Mária, Hary Judit és Merk István énekelt, a Kolozsvári Opera zenekarát Mossóczy Vilmos vezényelte. A Kolozsvári Állami Magyar Opera társulata 2001. március 12-én, szinte napra pontosan 116 évvel az 1885. március 14-i ősbemutató után, díszelőadáson mutatta be a budapesti operaházban az operát.
Az István királyt 2010. július 10-én, Erkel születésének 200. évfordulója alkalmából, ismét bemutatták Magyarországon (az eredeti négy felvonást két részre összevonva), a bemutató óta először azzal az ambícióval, hogy az abban a formában hangozzék el, ahogy azt a szerző megírta, és a bemutatón elhangzott. Két kényszerű húzást alkalmaztak mindössze, a II. felvonás balettzenéje és a zárókép István–Sebős duettje kimaradt. Az előadást Frigyesi András rendezte, a MÁV Szimfonikus Zenekart és az István Király Operakórust (karigazgató Somogyváry Ákos)  Csányi Valéria vezényelte. Jekl László, Szakács Ildikó, Kovács Barna, Rezsnyák Róbert, Sárkány Kázmér, Daróczi Tamás, Bazsinka Zsuzsanna, Sánta Jolán, Puja Andrea, Szüle Tamás és Valter Ferenc énekeltek. A bemutatóra Komáromban, a Monostori erőd Dunai-bástyájában került sor. Az opera koncertszerű előadásban is felhangzott 2012. augusztus 25-én a gazdagréti Szent Angyalok plébániatemplomban, a címszerepet Gurbán János, Gizellát Bokor Jutta, Imrét Nyári Zoltán, Zolnát Szakács Ildikó, Pétert Ambrus Ákos énekelte, az előadógárda egyébiránt azonos volt.

## Az opera teljes CD felvételei
A mű első CD-felvételét a Musica Hungarica adta ki. Mossóczy Vilmos a fellelhető partitúrákat és az Országos Széchényi Könyvtár anyagát is átkutatva állította össze a teljes partitúrát. Közel egyéves előkészítő munka után  a Kolozsvári Állami Magyar Operában vették fel az operát. Az István király volt az első felvett komplett operájuk 2000-ben, majd ezt követte 2001-ben a Bátori Mária, és a sorozatuk harmadik tagjaként 2003-ban a Brankovics György. A három kiadványt reprezentatív, igényes kivitelben adták ki. A CD borítójában százoldalas, részletes szövegkönyv található magyar, angol, német, francia, olasz, orosz és japán nyelven. Az oldalak gazdagon díszítettek metszetekkel, fotókkal, eredeti plakátokkal és egyéb dokumentumokkal. 
István – Molnár János, Gizella – B. Vass Éva, Imre – Kiss Domonkos, Péter – Szilágyi János, Vazul – Bancsov Károly, Sebős – Szabó Péter, Crescimira – Ardó Mária, Jóva – Mányoki Mária, Zolna – Hary Judit, Csanád – Merk István. Közreműködik a Kolozsvári Állami Magyar Opera zenekara és énekkara, vezényel: Mossóczy Vilmos (Alpár Tibor zenei rendező, Horváth Károly és Horváth Tamás hangmérnök, Éliás Tibor producer, design, művészeti vezető).
Az István király 2014-es kiadása:       
István – Gurbán János, Gizella – Bokor Jutta, Imre – Nyári Zoltán, Crescimira – Bazsinka Zsuzsanna, Vazul – Sárkány Kázmér, Sebős – Daróczi Tamás, Jóva – Sánta Jolán, Zolna – Szakács Ildikó, Barang – Szüle Tamás, Gellért – Valter Ferenc, Péter – Ambrus Ákos, Endre/Hunt – Kecskés Sándor, Béla/Pázmán/Csanád/Asztrik – Fátrai János, Levente/Vencelin/Hírnök – Pintér Dömötör. Közreműködik a MÁV Szimfonikus Zenekar és az István Király Operakórus (karigazgató: Somogyváry Ákos), vezényel: Csányi Valéria. (Bojti János zenei rendező, Győri János hangmérnök) 2014. február, 2 CD DDD Naxos 8.660345-46